# 인천현송중학교
인천현송중학교(仁川晛松中學校)는 인천광역시 연수구 송도동에 있는 공립 중학교이다.

## 학교 연혁
- 2022년 3월 1일 : 개교
- 2022년 3월 1일 : 초대 이현한 교장 취임
- 2022년 3월 2일 : 신입생 1학년 9학급 (209명), 2학년 3학급 (25명)
- 2022년 6월 8일 : 개교기념식
- 2023년 2월 9일 : 제1회 졸업식 (3학급 16명)
- 2024년 2월 7일 : 제2회 졸업식 (2학급 33명, 누적 49명)
- 2024년 3월 4일 : 제3회 입학식 (13학급 417명)

## 참고 자료
- 인천현송중학교 - 한국교육학술정보원 학교알리미